# ISO 639
Az ISO 639 a Nemzetközi Szabványügyi Szervezet (International Organization for Standardization; ISO) által kiadott nemzetközi nyelvi szabványok egyik csoportja, mely a nyelvek, nyelvcsoportok és dialektusok nyelvkódjait tartalmazza. A kódok a nyelvek saját vagy angol elnevezéseiből, az ISO alap latin ábécé(en) betűkészletének felhasználásával képzett, két (639-1), három (639-2, 639-3, 639-5), vagy négy betűből (639-6) álló kisbetűs rövidítések.
Az ISO 639 eredetileg az 1967-ben jóváhagyott (ISO 639/R), majd 2002-ben visszavont első szabvány neve volt, melynek helyét 2002-ben, mint az eredeti szabvány revíziója, az ISO 639-1 vette át. Az elnevezést használják az eredeti szabványra, valamint a hat részből álló teljes szabványcsoportra is.

## Az ISO 639 kódok felhasználása
A szabványban meghatározott nyelvkódokat részint bibliográfiai célokra, számítógépes és internetes környezetben pedig a helyi adat (locale data) kulcselemeként használják. E nyelvkódokat tartalmazza a Wikipédia egyes nyelvváltozatainak url-előtagja is (pl. a hu.wikipedia.org a magyar, az en.wikipedia.org az angol, az es.wikipedia.org a spanyol változatot jelöli).

## Az ISO 639 egyes szabványai
| Szabvány       | Cím | Kiadás első/jelenlegi       | Státusz                       | A lista tételei    | Tartalma                         |
| -------------- | --- | --------------------------- | ----------------------------- | ------------------ | -------------------------------- |
| ISO/R 639:1967 | Symbols for languages, countries and authorities | 1967                        | visszavonva                   |                    |                                  |
| ISO 639:1988   | Code for the representation of names of languages                                                                                                   | 1988                        | visszavonva -> ISO 639-1:2002 |                    | kétbetűs kódok                   |
|                | Codes for the representation of names of languages – ... / (Kódok a nyelvek neveinek megjelenítéséhez – ...)                                        |                             |                               |                    |                                  |
| ISO 639-1:2002 | Part 1: Alpha-2 code / (Alpha-2 kód) | 1967 (ISO 639 néven) / 2002 |                               | (136) 184          | kétbetűs kódok: nyelvek          |
| ISO 639-2:1998 | Part 2: Alpha-3 code / (Alpha-3 kód) | 1998                        | érvényes                      | 454                | hárombetűs kódok                 |
| ISO 639-3:2007 | Part 3: Alpha-3 code for comprehensive coverage of languages / (Alpha-3 kód a nyelvek átfogó lefedéséhez)                                           | 2007                        | érvényes                      | 7704 + local range | hárombetűs kódok                 |
| ISO 639-4:2010 | Part 4: Implementation guidelines and general principles for language coding / (Végrehajtási útmutatások és általános irányelvek a nyelvkódoláshoz) | 2010. 07. 16.               | érvényes                      | –                  | útmutatók                        |
| ISO 639-5:2008 | Part 5: Alpha-3 code for language families and groups / (Alpha-3 kód a nyelvcsaládokhoz és nyelvcsoportokhoz)                                       | 2008. 05. 15.               | érvényes                      | 114                | hárombetűs kódok: nyelvcsaládok  |
| ISO 639-6:2009 | Part 6: Alpha-4 representation for comprehensive coverage of language variants / (Alpha-4 reprezentáció a nyelvváltozatok átfogó lefedéséhez)       | 2009. 11. 17.               | érvényes                      | ?                  | négybetűs kódok: nyelvváltozatok |

A kiadások időrendjében:
| 1967: ISO/R 639 | 1998: ISO 639-2 | 2007: ISO 639-3 | 2009: ISO 639-6 |
| 1988: ISO 639   | 2002: ISO 639-1 | 2008: ISO 639-5 | 2010: ISO 639-4 |

## Az egyes kódok jellemzői
| A nyelvkódok jelölésének hatóköre   | A nyelvkódok jelölésének hatóköre            | A nyelvkódok jelölésének hatóköre | A nyelvkódok jelölésének hatóköre                                         | Az egyes szabványokban; Megjegyzések                                                                         |
|                                     | rövidítés                                    | típusok                           | típusok                                                                   | Az egyes szabványokban; Megjegyzések                                                                         |
| ----------------------------------- | -------------------------------------------- | --------------------------------- | ------------------------------------------------------------------------- | --- |
| Önálló nyelvek                      | I (individual languages)                     | Az önálló nyelvek típusai         | Az önálló nyelvek típusai                                                 | a 639-3 vezette be                                                                                           |
| Önálló nyelvek                      | I (individual languages)                     | Élő                               | L (living)                                                                | 639-1, 639-2, 639-3 (minden makronyelv is élő)                                                               |
| Önálló nyelvek                      | I (individual languages)                     | Kihalt (napjainkban)              | E (extinct)                                                               | 639-1 (–), 639-2 (4: chb, chg, cop, sam), 639-3 (433); (összesen 437)                                        |
| Önálló nyelvek                      | I (individual languages)                     | Ókori (már az ókorban kihalt)     | A (ancient)                                                               | 639-1 (5?: ae, cu, la, pi, sa) 639-2 (19; a fenti 5: ave, chu, lat, pli, san), 639-3 (93); (össz. 112)       |
| Önálló nyelvek                      | I (individual languages)                     | Történelmi / történeti            | H (historic(al))                                                          | 639-1 (–), 639-2 (16), 639-3 (47); (össz. 63)                                                                |
| Önálló nyelvek                      | I (individual languages)                     | Mesterséges                       | C (constructed; artificial)                                               | 639-1 (5: eo, ia, ie, io, vo), 639-2 (9: epo, ina, ile, ido, vol, afh, jbo, tlh, zbl), 639-3 (5); (össz. 19) |
| Makronyelvek                        | M (macrolanguages)                           |                                   |                                                                           | 639-3 |
| Gyűjtőnyelvek                       | K(?) (collections of / collective languages) |                                   |                                                                           | |
| Gyűjtőnyelvek                       | K(?) (collections of / collective languages) | Csoport                           | G (group)                                                                 | 639-1 (1: bh) 639-2 (a legtöbb) 639-5 (néhány)                                                               |
| Gyűjtőnyelvek                       | K(?) (collections of / collective languages) | Maradék csoport                   | R (rest group)                                                            | 639-1 (1: bh) 639-2 (a legtöbb) 639-5 (néhány)                                                               |
| Dialektusok                         |                                              |                                   |                                                                           | (639-6 ?) |
| Helyi használatra fenntartott kódok | (reserved for local use)                     |                                   |                                                                           | 639-2, 639-3; (qaa-qtz kódtartomány)                                                                         |
| Speciális helyzetek kódjai          | S (special situations)                       |                                   |                                                                           | |
| Speciális helyzetek kódjai          | S (special situations)                       | kódolatlan nyelv                  | mis (uncoded)                                                             | 639-2, 639-3 (a 639-2 vezette be)                                                                            |
| Speciális helyzetek kódjai          | S (special situations)                       | "sok nyelv" kód                   | mul (multiple languages)                                                  | 639-2, 639-3 (a 639-2 vezette be)                                                                            |
| Speciális helyzetek kódjai          | S (special situations)                       | meghatározatlan                   | und (undetermined)                                                        | 639-2, 639-3 (a 639-2 vezette be)                                                                            |
| Speciális helyzetek kódjai          | S (special situations)                       | nyelvészeti tartalom nélküli      | zxx (no linguistic content, not applicable) (hozzáadva: 2006. január 11.) | 639-2, 639-3 (a 639-2 vezette be)                                                                            |
| Egyéb kódok                         | Egyéb kódok                                  | Terminológiai                     | T (terminological)                                                        | 639-2/T (a nyelv saját nevéből)                                                                              |
| Egyéb kódok                         | Egyéb kódok                                  | Bibliográfiai                     | B (bibliographical)                                                       | 639-2/B (23; jelenleg 20; a nyelv angol nevéből)                                                             |

### A nyelvkódok hatóköre
Egy nyelvi azonosító (nyelvkód) egy vagy több nyelvnevet jelöl. E nyelvnevek mindegyike ugyanarra a nyelvre vonatkozik. A 639-2 a nyelvek három különböző tartományát jelöli ki: önálló, makro- és kollektív nyelv.
1. Önálló nyelv: A 639-3 célja, hogy minden egyes különböző, dokumentált emberi nyelvet (legyen az élő, holt vagy mesterséges; beszélt, írásos vagy jelnyelv) önálló azonosítóval lásson el, így a kódok többsége jól elkülöníthető önálló nyelveket kíván jelölni. Azt, hogy két nyelvváltozat egy nyelvnek (dialektusoknak), vagy különböző nyelveknek tekintendő-e, különböző tényezők segítségével (pl. nyelvészeti hasonlóság, kölcsönös érthetőség, közös irodalom, a beszélők véleménye) dönti el. A főbb kritériumok:
  - Egymással kapcsolatban álló nyelvváltozatok általában akkor tekinthetőek egyazon nyelv változatainak (dialektusoknak), ha két nyelvváltozat beszélői anélkül is megértik egymást, hogy egymás nyelvváltozatát tanulniuk kellene.
  - Ahol a beszélt változatok között marginális az érthetőség, ott a közös irodalom, a közös etnolingvisztikai sajátosságok, vagy egy mindkét részről érthető központi változat megléte utalhat arra, hogy ezek ugyanannak a nyelvnek a változatai.
  - Ahol a változatok között fennáll a kommunikációhoz szükséges megfelelő érthetőség, az eltérő etnolingvisztikai sajátosságok mégis arra utalhatnak, hogy ezeket különböző nyelveknek kell tekinteni.
2. Makronyelvek: A 639-1 és 639-2 tartalmaz olyan, önálló nyelveket jelölő kódokat is, melyek a 639-3 szintén önálló nyelveket jelölő kódjainak 'egy-a-többhöz' módon felelnek meg. Például míg a 639-1 és 639-2 csak egyetlen kódot rendel az arabhoz (ar és ara), addig a 639-3 több mint 30 kódot tartalmaz, melyek az arab különböző változatait önálló nyelvekként különböztetik meg; tehát a 639-1 és 639-2 egyedi azonosítói kollektíven vonatkoznak a 639-3 különböző arab változataira. Ezzel együtt a 639-1 és 639-2 ilyen kódjai nem kollektív nyelvkódoknak lettek kijelölve. A világ számos részén léteznek egymással szoros kapcsolatban lévő nyelvváltozatok olyan csoportjai, melyek a fenti kritériumok alapján önálló nyelveknek tekinthetőek, más kontextusban azonban csak egyetlen nyelvkód szükséges valamennyiükre, például a következő tipikus esetekben:
  - Egy, a többinél fejlettebb nyelvváltozat szélesebb körű elterjedésre tesz szert, ennek eredményeként egy érzékelhető közös nyelvi identitás is létrejön. Például számos arab dialektus létezik, de a standard arab mindenütt általánosan használt az üzleti életben és a médiában, valamint az etnikai-vallási egységnek is fontos tényezője.
  - Számos közeli rokon nyelvre egy közös írott forma használatos (például számos kínai nyelv használja ugyanazt az írásformát).
  - Olyan átmeneti szociolingvisztikai helyzetekben, amikor egy egységes nyelvi közösség tagjai valamilyen okból szükségét érzik különféle nyelvek felismerésének, míg más célokra az egyetlen közös identitás továbbra is érvényes. Például bizonyos helyzetekben szükséges lehet különbséget tenni bosnyák, horvát és szerb nyelv között, míg más kontextusokban ezek a megkülönböztetések a használatban lévő nyelvi forrásokban nem figyelhetőek meg.

A 639-3 tehát az ilyen helyzetekben az egyetlen közös nyelvi identitás kódját makronyelv-kódnak tekinti. A makronyelveket a kollektív nyelvektől az különbözteti meg, hogy a makronyelvhez kapcsolódó önálló nyelveknek közeli rokonságban kell lenniük egymással, valamint kell hogy legyen valamilyen terület, amelyben csak az egyetlen közös nyelvi identitás ismerhető fel.
1. Kollektív nyelvek: Önálló nyelvek olyan csoportját jelöli, melyek – a makronyelvekkel szemben – semmiféle kontextusban nem tekinthetőek egy nyelvnek. Míg a 639-2 az ilyen nyelvi gyűjteményekre is tartalmaz hárombetűs kódokat, addig a 639-3 csak az önálló és makronyelveket látja el ilyenekkel.
2. Dialektusok: A 639-3-mal bezárólag az önálló nyelvek kódjai mindig a nyelv egészére vonatkoznak, külön kódjai a dialektusoknak nincsenek (ezeket a 639-6 tartalmazza). Az adott nyelv dialektusai bennefoglaltatnak a nyelv azonosítójában, így minden nyelvkód egyúttal az adott nyelv összes beszélt és írott változatát is jelöli.
3. Helyi használatra fenntartott kódok: A qaa-tól qtz-ig tartó azonosítók helyi használatra (local use) vannak fenntartva, melyeket olyan esetekben lehet használni, melyekben az ISO 639-ben nincs megfelelő kód.
4. Speciális helyzetek: Az ISO 639-2 eredetileg három kódot rendelt speciális helyzetekhez, később ez négyre egészült ki:[9]
  1. kódolatlan nyelv (mis): (Eredetileg "miscellaneous languages", 2007. 06. 13-tól "uncoded languages".)
  2. sok nyelv (mul): Olyan helyzetekre, amelyekben sok nyelv használatos és nem praktikus az összes egyedi nyelvkódot specifikálni.
  3. meghatároz(hat)atlan nyelv (und): Olyan helyzetekre, amelyekben fel kellene ugyan tüntetni egy vagy több nyelvet, a nyelv azonban nem azonosítható.
  4. nincs vagy nem alkalmazható nyelvészeti tartalom (zxx): Olyan helyzetekre, amelyekben rendszerdefiníció miatt szükséges lenne egy nyelvi azonosító, de a leírt elem ténylegesen nem tartalmaz nyelvészeti tartalmat. (2006. 01. 11-től)

### Az önálló nyelvek csoportjai
Az ISO 639-2 az önálló nyelveket öt további csoportba sorolja.
1. Élő nyelv: Olyan nyelv, melynek vannak olyan élő beszélői, akik első nyelvként tanulták.
2. Kihalt nyelv: Már nem élő, de csak az elmúlt néhány évszázadban kihalt nyelvek. (A különböző nyelvek azonosításának kritériumai ebben az esetben az érthetőségen alapulnak (as defined for individual languages).
3. Ókori nyelv: Már régebben (több, mint ezer éve) kihalt nyelvek. Azok tartoznak ide, melyeknek bizonyítottan létezik irodalma, vagy jól dokumentált, hogy a történelem során bármikor egy közösség beszélte, valamint a tudományos közösség is önállóan kezeli. Nem tartozhatnak ide történeti-összehasonlító célokra létrehozott rekonstruált (úgynevezett proto-) nyelvek.
4. Történeti nyelv: Olyan nyelv, mely valamennyi modern leszármazottjától különbözik (például az ó- és a közép-angol). A kritérium szintén az, hogy a nyelvnek rendelkeznie kell irodalommal és a tudományos közösség önállóan kezelje.
5. Mesterséges nyelv: Emberi kommunikáció céljára létrehozott és irodalommal rendelkező nyelvek. Rekonstruált és programozási nyelvek nem tartozhatnak ide.

## Kódtér
Valamennyi kód az ISO alap latin ábécé kisbetűit alkalmazza, tehát nem tartalmaz sem számokat, sem diakritikus jelekkel ellátott karaktereket.

### Alpha-2 kódok
A kétbetűs "Alpha-2" kódokat az ISO 639-1 használja. Ez a rendszer azonban csak 676 (262) kód képzésére alkalmas, ami az ISO 639-2-ben szükségessé tette az Alpha-3 kódok bevezetését.

### Alpha-3 kódok
A hárombetűs „Alpha-3” kódokat az ISO 639-2, 639-3 és 639-5 használja, az ezzel megadható nyelvek és nyelvcsoportok száma így elvileg 17.576 (263). Mivel azonban a 639-2 tartalmaz 547 olyan kódot is (4 speciális kód: mul, und, mis, zxx; az 520 (20 × 26) tételből álló qaa-qtz fenntartott kódtartomány; 23 kettős jelölés, az úgynevezett B/T kódok), melyek már nem használhatóak a 639-3-ban nyelvek, illetve a 639-5-ben nyelvcsaládok és -csoportok kódjainak képzésére, így összesen 17.029 kód marad. 
Mivel jelenleg 7-8000-re tehető a világ nyelveinek száma, a fenti mennyiség elegendő minden nyelvkód képzésére. 

### Alpha-4 kódok
A négybetűs "Alpha-4" kódokat az ISO 639-6 vezette be az egyes önálló, és két-, illetve hárombetűs saját kóddal már rendelkező nyelvek nyelvváltozatainak és dialektusainak jelölésére. E kódrendszer felső határa 456.976 (264).